# Plan de Ornelas
Plan de Ornelas är en ort i Mexiko.   Den ligger i kommunen Tacámbaro och delstaten Michoacán de Ocampo, i den södra delen av landet, 250 km väster om huvudstaden Mexico City. Plan de Ornelas ligger 2 140 meter över havet och antalet invånare är 221.
Terrängen runt Plan de Ornelas är lite bergig. Runt Plan de Ornelas är det ganska tätbefolkat, med 80 invånare per kvadratkilometer. Närmaste större samhälle är Tacámbaro de Codallos, 8,8 km sydost om Plan de Ornelas. I omgivningarna runt Plan de Ornelas växer huvudsakligen savannskog.